# Територија Стикин
Територија Стикин (1862–1863) (енгл. Stickeen Territories (1862–1863)), такође колоквијално преведено као Стикин Територија, Стикине Територија и Стикен Територија, била је територија Британске Северне Америке чије је кратко постојање почело 19. јула 1862. и закључено у јулу следеће године. Регион је одвојен од северозападне територије након Стикинске златне грознице. Почетни налази злата су привукли велики број рудара, углавном америчких, у регион. Одвајањем региона од ексклузивне трговинске зоне компаније Хадсон Беј, британске власти су успеле да наметну царине и наплате дозволе инвеститорима. Нова територија, названа по реци Стикин, била је у надлежности гувернера колоније Британске Колумбије, Џејмса Дагласа, који је именован за „Администратора територија Стикин“ и према британском закону, у надлежности Врховног суда Британске Колумбије.
Границе територије биле су 62. паралела на северу, 125. меридијан на истоку, реке Нас и Финлеј на југу и Руска Америка на западу (само нејасно дефинисане уговором и спорне док се не реше „Спор око граница Аљаске из 1903”).
Годину дана касније, Стикин је додат колонији Британска Колумбија (заједно са Колонијом Острва краљице Шарлоте), осим сектора северно од 60. паралеле, који је враћен Северозападној територији. Године 1895, ова линија расподеле је поново преуређена, овог пута у округ Јукон, услед новонастале ситуације због златне грознице у Клондајку.